# Growlanser II: The Sense of Justice
Growlanser II: The Sense of Justice (グローランサーII?, Gurōransā II) è un videogioco di ruolo pubblicato per PlayStation 2. È stato sviluppato e pubblicato in Giappone dalla Atlus nel 2001. È il secondo capitolo di una serie di videogiochi composta di sei titoli.
Come tutti i titoli della serie, il character design è stato realizzato da Satoshi Urushihara. Il titolo è un sequel diretto di Growlanser, di cui riprende anche alcuni personaggi.
Il titolo è un videogioco di ruolo, contenente alcuni elementi tipici dei simulatori di appuntamenti. Infatti in base alle scelte fatte dal giocatore nel corso del gioco, alcuni personaggi potranno innamorarsi del personaggio controllato dal giocatore, rivelandosi alla fine del videogioco.
Il 7 dicembre 2004, Growlanser II, insieme a Growlanser III: The Dual Darkness, è stato pubblicato come unico titolo in America del nord col nome Growlanser Generations.